# 新孟菲斯站 (伊利諾伊州)
斯孟菲斯站（英語：New Memphis Station）是位於美國伊利諾伊州克林頓縣的一個非建制地區。該地的面積和人口皆未知。

## 地理
斯孟菲斯站的座標為38°27′29″N 89°40′36″W / 38.45806°N 89.67667°W，而該地的平均海拔高度為125米（即410英尺）。